# AT. Michalak
Trwa dyskusja nad usunięciem tego biogramu, kliknij i weź w niej udział.
AT. Michalak, właśc. Ada Jankiewicz z domu Michalak (ur. 10 marca 1985 w Elblągu) – polska pisarka, autorka powieści obyczajowych, romansów i erotyków. Publikowała nakładem m.in. wydawnictwa Pascal, WasPos oraz Prószyński i S-ka.

## Życiorys
Debiutowała w 2020 powieścią W jego oczach wydaną przez WasPos. W kolejnych latach opublikowała m.in. Grzeszne pragnienie, Zakazana pokusa, W sieci pożądania i W pułapce uczuć, ukazujące się głównie nakładem wydawnictwa Pascal. W 2024 ukazała się powieść Beautiful Lies, napisana we współpracy z Bartoszem Pankowskim, uczestnikiem programu telewizyjnego Hotel Paradise. Książka została wydana przez Prószyński i S-ka. Tego samego roku ukazała się także powieść Cole. Uwięziona pokusa, wydana również przez Prószyński i S-ka. Autorka była także współtwórczynią Grzesznej antologii opowiadań, wydanej przez Pascal.
Wraz z mężem i dziećmi mieszka w Niemczech.

## Książki
- W jego oczach, WasPos, 2020, ISBN 978-83-8290-436-9.
- Grzeszne pragnienie, Pascal, 2021, ISBN 978-83-8103-811-9.
- Zakazana namiętność. Zakazane uczucia 1, WasPos, 2021, ISBN 978-83-66754-39-3.
- W sieci pożądania, Pascal, 2022, ISBN 978-83-8103-871-3.
- W pułapce uczuć, WasPos, 2022, ISBN 978-83-67024-89-1.
- Zakazana pokusa. #DangerousGame, Pascal, 2023, ISBN 978-83-8317-094-7.
- Grzeszna antologia, Pascal, 2023.
- Beautiful Lies – z Bartoszem Pankowskim, Prószyński i S-ka, 2024, ISBN 978-83-8352-403-0.
- Cole. Uwięziona pokusa, Prószyński i S-ka, 2024, ISBN 978-83-8352-180-0.